# Ondřej Kolář
Ondřej Kolář (ur. 17 października 1994 w Libercu) – czeski piłkarz grający na pozycji bramkarza. Od 2018 jest zawodnikiem klubu Slavia Praga.

## Kariera piłkarska
Swoją karierę piłkarską Kolář rozpoczął w klubie Slovan Liberec. W 2013 roku został wypożyczony do FK Varnsdorf, grającego w drugiej lidze. Zadebiutował w nim 4 maja 2013 w przegranym 1:2 wyjazdowym meczu z FC Graffin Vlašim. Latem 2013 wrócił do Slovana, a 31 maja 2014 zaliczył w nim swój debiut w zremisowanym 1:1 domowym meczu z Sigmą Ołomuniec. W sezonie 2014/2015 zdobył ze Slovanem Puchar Czech. W sezonie 2016/2017 ponownie był wypożyczony do FK Varnsdorf.
W styczniu 2018 Kolář został sprzedany za milion euro do Slavii Praga. Swój debiut w Slavii zaliczył 17 lutego 2018 w przegranym 0:1 wyjazdowym meczu z Vysočiną Igława. W sezonie 2017/2018 zdobył ze Slavią Puchar Czech, a w sezonie 2018/2019 wywalczył zarówno mistrzostwo, jak i Puchar Czech. Z kolei w sezonie 2019/2020 został z nią mistrzem kraju.
| Sezon   | Klub           | Kraj   | Rozgrywki | Mecze | Gole |
| ------- | -------------- | ------ | --------- | ----- | ---- |
| 2012/13 | FK Varnsdorf   | Czechy | 2. Liga   | 1     | 0    |
| 2013/14 | Slovan Liberec | Czechy | 1. Liga   | 1     | 0    |
| 2014/15 | Slovan Liberec | Czechy | 1. Liga   | 16    | 0    |
| 2015/16 | Slovan Liberec | Czechy | 1. Liga   | 0     | 0    |
| 2016/17 | Slovan Liberec | Czechy | 1. Liga   | 0     | 0    |
| 2016/17 | FK Varnsdorf   | Czechy | 2. Liga   | 1     | 0    |
| 2017/18 | Slovan Liberec | Czechy | 1. Liga   | 13    | 0    |
| 2017/18 | Slavia Praga   | Czechy | 1. Liga   | 14    | 0    |
| 2018/19 | Slavia Praga   | Czechy | 1. Liga   | 33    | 0    |
| 2019/20 | Slavia Praga   | Czechy | 1. Liga   | 31    | 0    |

## Kariera reprezentacyjna
Kolář występował w młodzieżowych reprezentacjach Czech – U-18, U-19, U-20 i U-21. W 2011 roku był w kadrze U-17 na Mistrzostwa Świata U-17, jednak nie rozegrał tam żadnego meczu. 11 listopada 2019 zadebiutował w reprezentacji Czech w przegranym 0:1 meczu Ligi Narodów z Bułgarią, rozegranym w Sofii.